# 抱きしめたい☆
抱きしめたい☆（だきしめたい）は、元横浜銀蝿一家のメンバー達で2007年7月に結成された日本のロックバンド。
元紅麗威甦のLeer（リー）とMitz（ミッツ）、俳優の森一馬、矢吹薫、そして紅麗威甦再結成にサポートドラマーとして参加したWelsh BluesCPのドラマー藤崎涼ことDr.涼（ドラマーりょう）で構成される。

## メンバー
- 森一馬（もりかずま） - ボーカル
- 矢吹薫（やぶきかおる） - ギター
- Leer（りー） - ギター
- Mitz（みっつ） - ベース
- Dr.涼（どらまーりょう） - ドラム